# Porin Palloilijat
Porin Palloilijat (FC PoPa), grundad 1925, är en fotbollsförening från Björneborg i Finland. Föreningens representationslag spelar säsongen 2011 i Ettan. Laget spelar sina hemmamatcher på Björneborgs stadion.

## Futsal
I futsal spelar PoPa i Futsal-ligan där man tog silver 2008 och brons 2009.